# Gigi Saul Guerrero
Gigi Saul Guerrero (Ciudad de México, 27 de febrero de 1990) es una cineasta y actriz mexicana. Obtuvo reconocimiento por crear y dirigir la serie web de terror del 2017, La Quinceañera. En 2019, dirigió episodios de The Purge y la serie de antología de terror Into the Dark.

## Primeros años
Guerrero nació el 27 de febrero de 1990 en la Ciudad de México, México, y a los 13 años de edad, emigraría a Vancouver, Canadá. Creció en White Rock, graduándose con honores con una licenciatura en producción cinematográfica de la Universidad de Capilano. Cuando era niña, robó un VHS de Child's Play de Blockbuster, pero estaba demasiado asustada para terminar de verlo.

## Carrera
Guerrero conoció a dos de sus primeros colaboradores, el director de fotografía Luke Bramley y el productor Gordon Cheng, mientras estudiaba cine en la Universidad de Capilano en 2009. Guerrero y Bramley estaban en la misma clase y estaban unidos por un amor compartido por el horror, mientras que Cheng estaba en la año por debajo de ellos. En 2011, colaboraron en su debut como directora, el cortometraje Dead Crossing, sobre guardias fronterizos zombis que se comen a los mexicanos que cruzan hacia la frontera norte. Guerrero dijo que le encantó la experiencia general de la escuela de cine porque le enseñó a ser una profesional. Cofundó la productora Luchagore Productions junto con Bramley, Cheng y el productor Raynor Shima en 2013.
En 2014 participó en la serie antológica México Bárbaro. Fue la primera producción corta realizada bajo Luchagore Productions y el proyecto final de la escuela de cine de Guerrero. Su segmento Día de los Muertos se estrenó en el Etheria Film Night 2014. Más tarde ese año, Guerrero dirigió la adaptación de la obra de Shane McKenzie, El Gigante, y la distribuyó en sociedad con Raven Banner Entertainment.
Su vídeo musical, Paloma, fue el vídeo de apertura del Morbido Fest 2015. El Gigante se presentó en el Monster Fest 2015 de Melbourne y en el Festival Internacional de Cine A Night of Horror de Sydney 2015, y ganó el Premio del Jurado en el Festival de Cine Macabre Faire 2016. Su próximo corto, Madre de Dios, protagonizado por Tristan Risk, recibió elogios por su diseño y se proyectó en el Festival Internacional de Cine Fantasía 2015.
En 2016, Guerrero ganó el Premio a la Innovación Artística de Mujeres en el Cine y la Televisión de Vancouver. Más tarde ese año, dirigió un segmento llamado M es para Matador, para la película de antología de terror ABCs of Death 2.5. En 2017, su cortometraje Bestia, fue elogiado por su estilo y terror psicológico. Ganó el premio al Mejor Cortometraje en el Festival de Cine Canadiense Blood in the Snow.
En 2019, Variety la seleccionó como una de las 10 Latinxs to Watch. Dirigió un episodio de la serie de antología de terror Into the Dark para Blumhouse y prestó su voz a Vida en Super Monsters. Guerrero recibió el trabajo para este último de Blumhouse después de criticar el guion original por no ser auténticamente mexicano. Ella insistió en elegir actores que fueran de ascendencia mexicana y cambiarían entre dirigir en inglés y español mientras estaban en el set. Para crear una mayor intensidad para el final, la mayor parte del episodio se filmó en orden cronológico. El episodio de Guerrero para Into the Dark, titulado Culture Shock, se estrenó en la Etheria Film Night de 2019. Al reflejar la situación migratoria actual en los Estados Unidos, Guerrero afirmó que era "la historia de terror de todos". El capítulo fue aclamado por la crítica, obteniendo el 100% de aprobación en Rotten Tomatoes y algunos críticos lo calificaron como el mejor de la serie.
La Quinceañera se proyectó como parte del Festival Mujeres en el Cine de Vancouver 2019. En septiembre de 2019, firmó un contrato de cine y televisión de primera vista con Blumhouse Productions. En octubre de 2019, Screen Gems la contrató para dirigir un largometraje de estudio sin título basado en la mitología de la Santa Muerte. En enero de 2020, se anunció que Guerrero fue contratado por Orion Pictures para dirigir el thriller de terror 10-31, que sería producido por Eli Roth, sin embargo, Orion decidió no seguir adelante poco después. En marzo de 2021, se anunció que Guerrero dirigiría a la actriz nominada al Oscar Adriana Barraza en la película Bingo Hell.
Guerrero protagoniza y da voz a Mischa Jackson/Lebron en la serie animada de Peacock, Supernatural Academy, basada en los libros de fantasía para adultos jóvenes de Jaymin Eve.

## Vida personal
Guerrero se inspira en el terror que es nuevo y único, afirmando que la historia es el elemento más importante de una película. Ella usa el humor para aliviar la tensión. Ella cita haber visto un relanzamiento de la versión del director de El exorcista en los cines cuando tenía nueve años como una influencia para ella. Guerrero cuenta entre sus inspiraciones a tres de los cineastas más exitosos de su país: Guillermo del Toro, Alfonso Cuarón y Alejandro González Iñárritu, además de Robert Rodríguez, Rob Zombie y Quentin Tarantino.
Guerrero atribuye a su herencia mexicana la influencia en su realización cinematográfica. La forma en que su cultura latina aprecia y celebra la muerte le permite hablar de ella en sus películas.

## Filmografía

### Cine
- V/H/S/85 (2023)
- Satanic Hispanics (2022)
- Netmare (2021) - cortometraje
- Bingo Hell (2021)
- Aztech (2020) - segmento 'Dulce Muerte'
- Mistress of Bones (2020) - cortometraje
- The Source of Shadows (2020)
- The Cull (2018) - cortometraje
- Bestia (2017) - cortometraje
- A Luchagore Easter (2016)
- ABCs of Death 2.5 (2016) - segmento 'M is for Matador'
- WIH Massive Blood Drive PSA 2016 (2016) - segmento 'O Negative'
- Luchagore Christmas (2015)
- Madre de Dios (2015) - cortometraje
- Women in Horror Month: Massive Blood Drive (2015) - segmento 'Feliz cumpleaños'
- TESTEment (2014) - cortometraje
- Slam! (2014) - cortometraje
- Muerte con carne (2014) - cortometraje
- México Bárbaro (2014) - segmento 'Día de los muertos'
- El matador (2013) - cortometraje
- Evil Dead in 60 seconds (2013)
- Halloween vs Battle Royale Parody (2012)
- Next Door Nightmare (2011) - cortometraje
- Dead Crossing (2011) - cortometraje

### Televisión
- La hora marcada[30] (2023)
- The Purge (2019)
- Into the Dark: Culture Shock (2019)
- Fear Haus (2019)
- #15SecondScare (2015)
- Choose your victim (2012)